# Villa Ortúzar
Villa Ortúzar é um bairro da cidade argentina de Buenos Aires. Ocupa parte do que foram os terrenos da Chacarita de los Colegiales e depois de Santiago Ortúzar.

## História

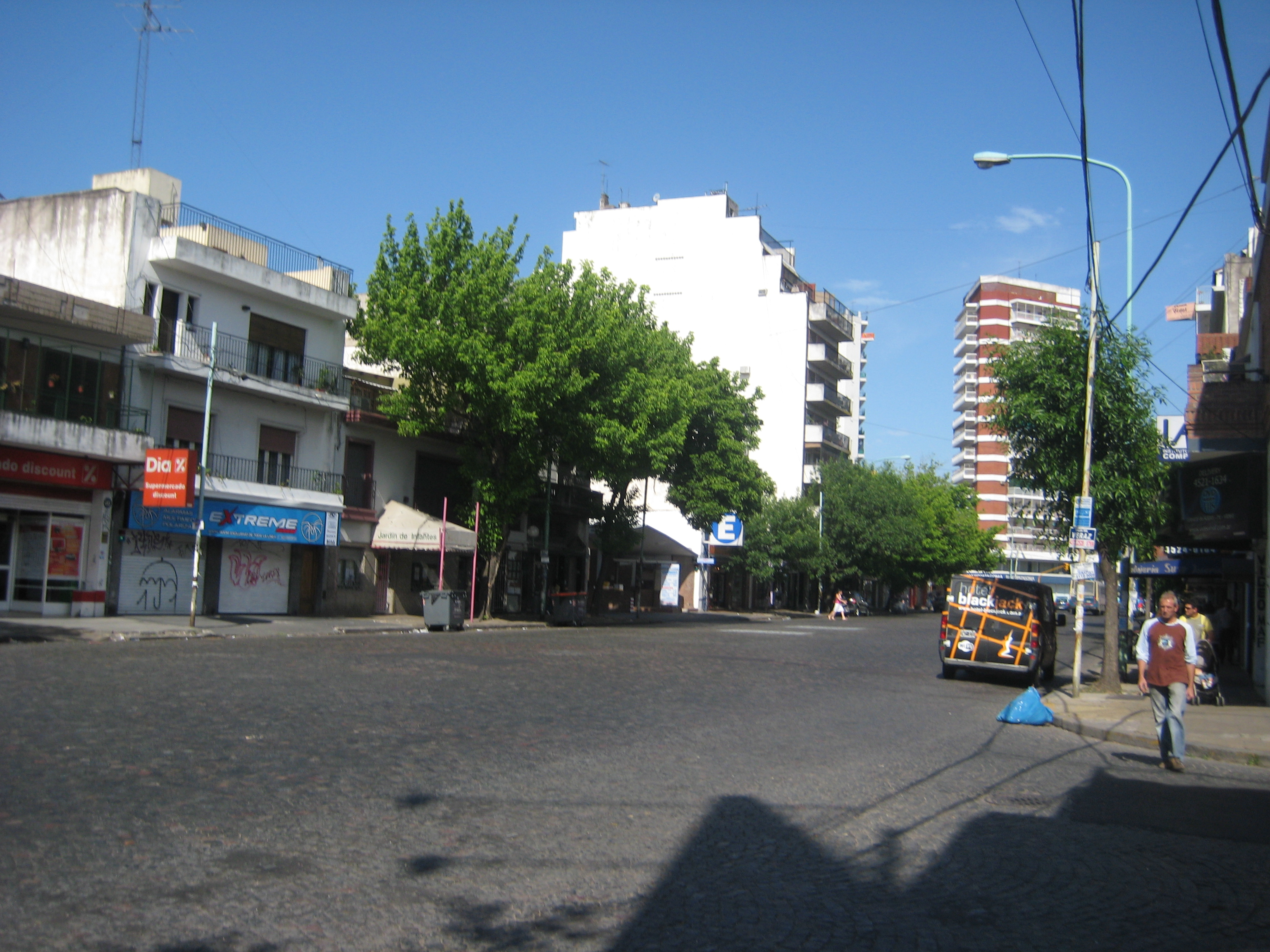
Avenida Triunvirato, na Villa Ortúzar

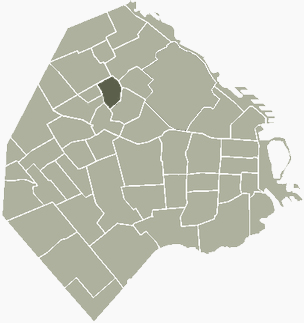
Localização da Villa Ortúzar em Buenos Aires

Depois de habilitado o Cemitério do Oeste, seu proprietário loteou as primeiras frações de terra, que foram povoadas por pessoas humildes, muitos dos quais trabalharam no cemitério próximo.
Em 1580, Juan de Garay começou a distribuir propriedades (lotes) entre os colonos primitivos. A partir de 1614, os padres da Companhia de Jesus obtiveram "chácaras" (palavra de origem quíchua que significa "terra de cultivo") que ficou conhecida como Chacarita dos jesuítas.
Em 1888, ele criou a escola "General Acha" em terreno doado por Dom Santiago Ortúzar, verdadeiro benfeitor do bairro, e cujo nome foi perpetuado desde a nomeação da Cidade. Quando Ortúzar morreu, em 1897, ele havia vendido praticamente todos os lotes adjacentes ao seu icônico pombal e realizado importantes obras comunitárias, como a doação de um terreno para a primeira escola do bairro, General Mariano Acha, na Rua Roset, 1400.
Aníbal Ibarra, o prefeito de Buenos Aires empossado em 2006, vive neste bairro.